# Raúl Jiménez Latorre
Raúl Jiménez Latorre (Catral, Alicante, España, 16 de febrero de 2006) es un futbolista español que juega como portero en el Valencia C. F. Mestalla de la Segunda Federación.

## Selección nacional
El 24 de octubre de 2023 fue seleccionado en la lista definitiva de José Lana para representar a España en el Mundial sub-17 de Indonesia.

## Estadísticas

### Clubes
Actualizado al último partido disputado el 22 de enero de 2024.
| Valencia C. F. Mestalla · España      | 4.ª           | 2023-24       | 0 | 0 | ― | ― | ― | ― | 0 | 0 |
| Valencia C. F. Mestalla · España      | Total club    | Total club    | 0 | 0 | 0 | 0 | 0 | 0 | 0 | 0 |
| Total carrera                         | Total carrera | Total carrera | 0 | 0 | 0 | 0 | 0 | 0 | 0 | 0 |
| (1) Hace referencia a goles encajados |               |               |   |   |   |   |   |   |   |   |

## Palmarés

### Títulos internacionales
| Título                               | Equipo        | Sede              | Año  |
| ------------------------------------ | ------------- | ----------------- | ---- |
| Campeonato Europeo de la UEFA Sub-19 | España sub-19 | Irlanda del Norte | 2024 |

### Distinciones individuales
| Distinción                                         | Año  |
| -------------------------------------------------- | ---- |
| Seleccionado en el Once de Bronce de Fútbol Draft. | 2024 |